# ناوتو توما
ناوتو توما (باليابانية: 外丸 尚人) (مواليد 5 أبريل 1972)، هو لاعب كرة قدم سابق كان يلعب كمدافع.